# Schwedenschanze (Schlangen)
Die Schwedenschanze ist ein Naturschutzgebiet in Schlangen-Oesterholz im Kreis Lippe.
Das lediglich 0,81 Hektar große Naturschutzgebiet ist die Verlängerung der westlich der Fürstenallee gelegenen Schwedenschanze im Naturschutzgebiet Oesterholzer Bruch mit Schwedenschanze. Wie bei dieser handelt es sich um eine Düne, die in der Bronzezeit für Hügelgräber genutzt wurde. Die Schwedenschanze mit ihrem Laubbaumbewuchs (Eichen, Birken, Buchen, Ahorn) ist zudem Naturdenkmal, die Gräber sind als Bodendenkmal ausgewiesen.